# Benno Baginsky
Benno Baginsky (ur. 24 maja 1848 w Raciborzu, zm. 30 grudnia 1919 w Berlinie) – niemiecki lekarz, laryngolog, młodszy brat Adolfa Baginsky'ego.
Studiował w Berlinie, tytuł doktora otrzymał w 1870. W latach 1870–71 jako lekarz-asystent w niemieckiej armii praktykował na froncie francuskim. Od 1880 lekarz specjalista otorynolaryngologii. W 1883 roku został Privatdozentem, a w 1890 profesorem tytularnym. Był asystentem Hermanna Munka w jego laboratorium fizjologicznym w Berlinie.

## Wybrane prace
- Zur Entwicklung der Gehörschnecke (1886)
- Die Function der Gehörschnecke (1883)
- Ueber das Verhalten von Nervenendorganen nach Durchschneidung der zugehörigen Nerven (1894)
- Ueber den Ursprung und den centralen Verlauf des Nervus acusticus des Kaninchens und der Katze (1890)
- Ueber den Ursprung und den centralen Verlauf des Nervus acusticus des Kaninchens (1886)